# Carsac-Aillac
Carsac-Aillac è un comune francese di 1 521 abitanti situato nel dipartimento della Dordogna nella regione della Nuova Aquitania.

## Edifici religiosi
- Chiesa di Saint-Caprais, del XII secolo

## Società

### Evoluzione demografica
Abitanti censiti